# Le Rossignol japonais

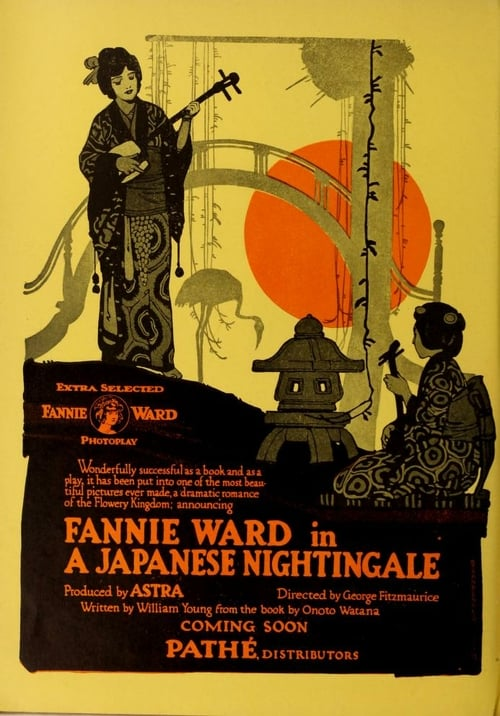
Affiche du film.

Le Rossignol japonais (A Japanese Nightingale) est un film américain réalisé par George Fitzmaurice, sorti en 1918.

## Fiche technique
- Titre original : A Japanese Nightingale
- Réalisation : George Fitzmaurice
- Scénario : Ouida Bergère, Jules Furthman d'après le roman A Japanese Nightingale de Winnifred Eaton et la pièce du même nom de William Young (en)
- Photographie : Arthur C. Miller, Percy Hilburn
- Production : Astra Film
- Distributeur : Pathé Exchange
- Durée : 50 minutes
- Date de sortie : 22 septembre 1918

## Distribution
- Fannie Ward : Yuki
- W.E. Lawrence : John Bigelow
- Yukio Aoyama

## Statut du film
Une copie du film est conservée aux Archives du Film du CNC au Bois-d'Arcy